# 공동 제작

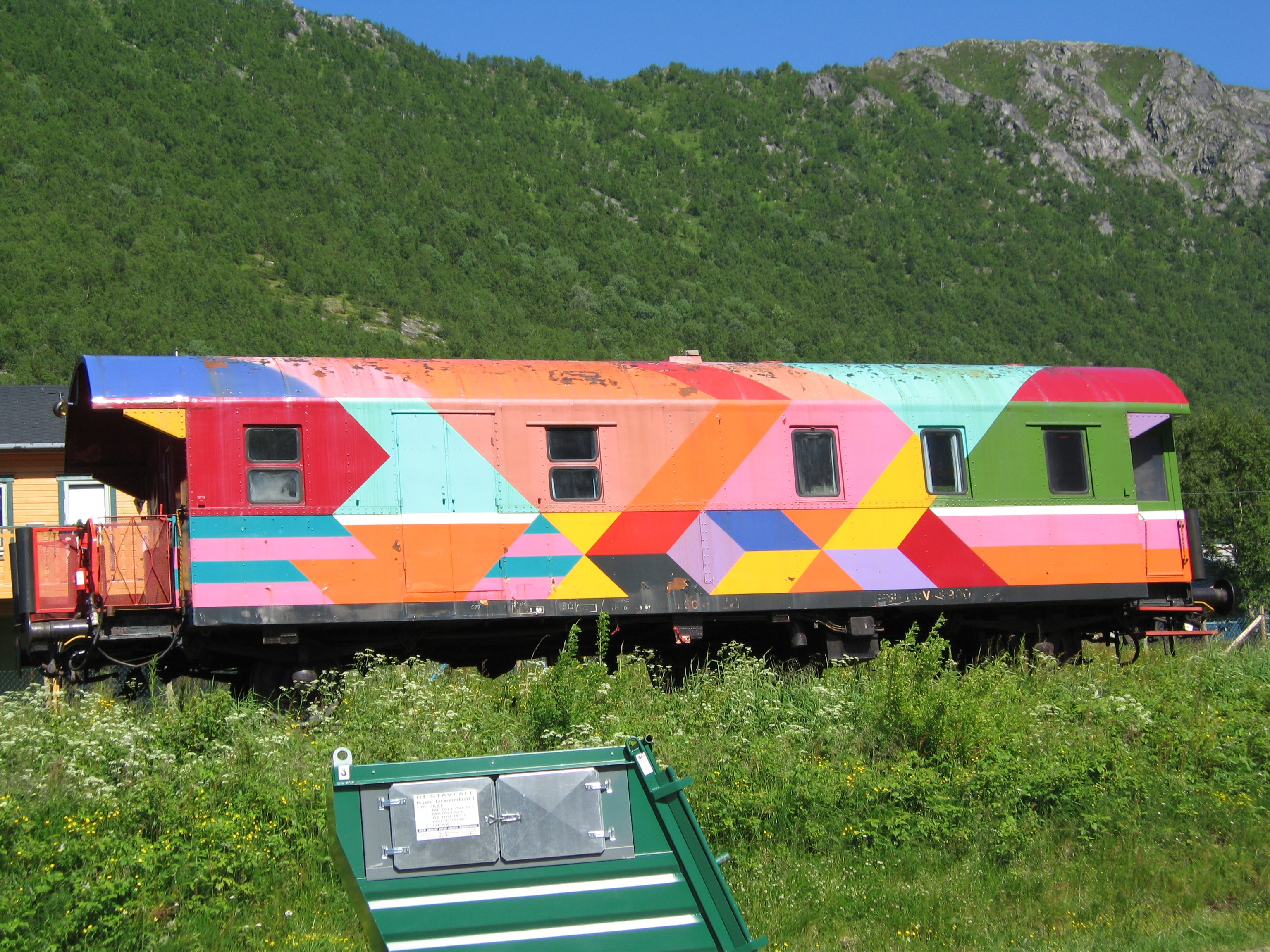
국제 공동 제작 작품 세서미 스트리트 제작에 사용된 열차.

공동 제작은 영화 제작, 텔레비전 프로그램 제작, 비디오 게임 개발 등의 목적을 위하여 둘 이상의 각기 다른 제작사 간 조인트 벤처이다. 국제 공동 제작의 경우 각기 다른 국가 출신의 제작사들이 함께 일하는 것을 말한다.

## 공동제작의 분류
르노(Renaud)와 리트먼(Litman)은 '공동제작 전략'과 '국제 공동제작'이라는 용어를 개발했다. 첫 번째는 1970년대 후반과 1980년대 초반 미국 영화사들이 외국 투입을 최소화하면서 자체 제작을 선호하거나 국내 기업과 영화를 공동 제작했던 경험에 바탕을 두고 있다. 여기에서 “국제 공동제작”이라는 용어는 이들 미국 기업이 특정 요구 사항을 해결하기 위한 방법으로 외국 기업과 협력해 왔다는 사실을 강조하기 위해 사용되었다.
발트루샤트(Baltruschat)는 공식적인 정부 간 협약이 있는지 여부에 따라 구별할 수 있는 "공식" 및 "비공식" 공동제작이라는 개념을 소개한다.

## 합작영화
근년(近年) 해외 여러 나라와의 제휴 아래 상호의 자본과 스탭을 교류, 제작하는 합작영화의 수가 증가해 가고 있다. 우리의 경우 여러 가지 주변의 정세와 여건 때문에 그 주된 대상(對象)이 홍콩이나 타이완의 영화사(동남아 굴지의 대영화사들일 경우가 많다)이지만, 그렇지 않은 경우도 있고, 내외(內外)의 스탭이 독립 프로식(式)으로 결합할 때도 있다. 작품 완성 후의 배급 등 시장과 분배(分配)에 대해서는 그때그때 계약에 따라 달라진다.
또 해외시장에의 수출도 외화 획득(外貨獲得)이란 견지에서 장려되고, 그 목적에 부합되는 작품은 제작에 온갖 편의가 제공되기도 한다.